# Vescomtat d'Urtx
El vescomtat d'Urtx (a l'edat mitjana, Urg) fou una jurisdicció feudal dels comtats de Cerdanya i Conflent. Fou governat pel llinatge català dels Urtx, probablement col·lateral de la casa de vescomtes de Cerdanya. El feu estava centrat a la vila d'Urtx a la Cerdanya però amb altres possessions disperses per la Cerdanya i el Conflent (Naüja, Illa, Vilella, Rigarda, Jóc, Espirà i Estoer; algunes possessions s'anaren entregant als fills no hereus durant el segle xii per formar senyorius, i entre elles les terres d'Illa, al Conflent, que van tocar a Beatriu que fou la mare del primer vescomte d'Illa. El títol de vescomte d'Urtx estava en ús encara el 1130 i després s'anomenen senyors. Del casal d'Urtx van sorgir els comtes de la tercera dinastia de Pallars i els vescomtes d'Illa.
Un Bernat titulat vescomte d'Urtx està documentat el 1081, fill d'un Bernat vescomte que s'ha identificat com el germà del vescomte Ramon II de Cerdanya. El 1113 apareix a la conquesta de Mallorca un Guillem d'Urtx.
A mitjan segle xii apareix Galceran I, senyor de Jóc, Illa, Espirà, Estoer i Rigarda. Sembla que un germà de nom no conegut va rebre la senyoria de Naüja i va ser el tronc dels senyors de Naüja, feudataris dels Urtx. Galceran I apareix el 1134 quant Pere I vescomte de Castellbò li va fer cessió d'una quarta part de Jóc i un terç del vescomtat de Cerdanya, i que apareix també com a senyor d'Urtx, i Naüja; va morir després del 1173 i va tenir dos fills, Ramon I i Galceran. Del primer només se sap que vivia el 1188 i el 1192. La figura del segon no és clara, perquè mentre uns el fan germà i successor de Ramon, altres opinen que era fill de Galceran I, i que el Galceran II fill i el Galceran germà són dos personatges diferents. Cronològicament sembla més adient considerar-lo fill de Ramon. El 1217 era senyor d'Illa, Estoer, Via, Bar, Dòrria, Tuïr, Aristot, Campelles i la Vall de Toses i de la meitat de Jóc. Es va casar (prop del 1230) amb Blanca de Mataplana, baronessa de Mataplana i senyora de Blancafort i de la Vall de Gombrèn, que li va aportar en dot Bulaternera. Va morir entre 1247 i 1252 i va deixar sis fills: Galceran, Ramon, Ermengol, Bernat Hug, Pere i Beatriu.
Pere d'Urtx (mort vers 1293) fou bisbe d'Urgell del 1269 al 1293. Abans fou canonge a la Seu d'Urgell i ardiaca de Prats. Va celebrar els sínodes d'Urgell del 1276 i 1286 i va pledejar amb el comte Roger Bernat III de Foix (hereu del vescomtat de Castellbò) pel domini de les valls d'Andorra fins que es va establir el pariatge de 1278 confirmat per sentència arbitral del 1288.
Bernat Hug (mort vers 1315) fou ardiaca a Elna.
Ermengol es va casar amb Ricsenda de Canet i van tenir un fill, Ramon, que fou senyor de Valric, però va abraçar més tard la vida religiosa i va arribar a Bisbe de Vic.
Beatriu (morta el 1299) es va casar amb Hug de Fenollet (conegut també com a Hug de Saissac), fill i hereu del darrer vescomte de Fenollet Pere V, del que va enviudar el 1267 i es va retirar a Illa on se li va reunir més tard sa cunyada Ava de Fenollet, dona repudiada del vescomte Jaspert IV de Castellnou; fou la mare de Blanca (morta el 1304) casada amb Dalmau vescomte de Rocabertí, de Bertran, mort després del 1334, i de Pere VI, casat amb Esclarmonda de Canet, pretenent al vescomtat expropiat de Fenollet i que el 1314 va rebre del rei Sanç I de Mallorca el nomenament de vescomte d'Illa. Beatriu va reunir l'herència dels seus germans que no s'havia hagut de vendre o donar en dot, suposadament en part per compra (Estoer, Via, Rigarda, Illa, Jóc).
Ramon II d'Urtx (mort el 1297), fill segon de Galceran II, fou un cavaller que va estar al servei del rei d'Aragó-Catalunya (tot i que la Cerdanya pertanyia al rei de Mallorca, i va participar junt amb Bernat de Corbera i Berenguer d'Enveitg i Bernat d'Enveitg a l'expedició contra el Castell de Vallariu, a la costa empordanesa, possessió del rei mallorquí. Com a llegat patern va rebre alguns dominis a Cerdanya i Urtx, i per part de mare va rebre (1290) Bulaternera i el títol de baró de Mataplana amb extenses possessions (va donar carta de poblament a Castellar de n'Hug el 1292 i a Pobla de Lillet el 1297. Es va casar amb Esclarmonda de Pallars (coneguda també com a Esclarmonda de Conat) i va tenir dos fills: Ramon (que va morir abans que el pare i fou el desafortunat defensor d'Elna enfront dels francesos el 1285 durant la Croada contra la Corona d'Aragó, i majordom reial dels béns del rei Jaume II a Múrcia) i Hug (conegut com a Hug VII de Mataplana) que el va succeir. En el seu testament Ramon II va ordenar vendre els béns per compensar les seves injustícies i el seu propi fill Hug de Mataplana els va haver de comprar.
I Galceran III, el fill gran, fou l'hereu de Galceran II. es va casar amb Xatberta de Barbairan, de la família dels Molitg. Va morir després del 1279. En el seu testament va deixar escrit que s'havien de vendre les senyories de Via i de Jóc per pagar els deutes del seu pare Galceran II. La seva única filla Gueralda es va casar amb Arnau de Cortsaví al qui va aportar com a dot Finestret. L'herència va recaure en sa germà Ramon II (la mare encara vivia)
Hug de Mataplana (mort el 1238) va heretar de sa germà Galceran III Urtx i altres dominis i també Bulaternera; es va casar amb Sibil·la I de Pallars Sobirà, hereva del comtat, i fou comte de Pallars amb el nom d'Hug I. Va vendre Bulaternera a Jaume II de Mallorca

## Llista de vescomtes i senyors d'Urtx
- Bernat c. 1081 (vescomte)
- Guillem c. 1113 (vescomte)
- Galceran I c. 1130-1173 (senyor)
- Ramon I 1173-1194
- Galceran II 1194-1247
- Galceran II 1247-1279
- Ramon II d'Urtx 1279-1297
- Hug de Mataplana 1297-1328 (comte de Pallars)
- Esdevé comte de Pallars per matrimoni amb la comtessa Sibil·la